# Abdul Fattaah
Abdul Fattaah ibni Mohamed Bolkiah (voller titel: Pengiran Muda Abdul Fattaah ibni Paduka Seri Pengiran Perdana Wazir Sahibul Himmah Wal-Waqar Pengiran Muda Mohamed Bolkiah, geb. 8. März 1982, Brunei) ist ein Mitglied der königlichen Familie von Brunei (Haus Bolkiah). Er ist der zweite Sohn und das vierte Kind von Mohammed Bolkiah und dessen erster Frau, Pengiran Anak Hajah Zariah. Dadurch ist er ein Prinz von Brunei, und der Neffe von Sultan Hassanal Bolkiah. Er ist Vorsitzender des Board of Directors der Baiduri Bank. Zusätzlich ist Abdul Fattah auch Direktor mehrerer bekannter Firmen in Brunei, welche in den Bereichen Facilitymanagement, Gastgewerbe, Business Services und Real Estate Development (Immobilien) tätig sind.

## Leben

### Ausbildung
Prinz Edward, Duke of Kent, der damalige Kanzler der University of Surrey überreichte Prinz Abdul Fattah persönlich die Urkunde zu seinem Bachelor of Science (BSc) in Wirtschaftswissenschaften während der Graduatierungsfeier in der Kathedrale von Guildford am 13. Juni 2002. 2013 erwarb er einen Ph.D. in International Business von der Brunel University London.

### Militärkarriere
Am 8. Juni 2007 wurde in der Offiziersmesse der Berakas Garrison die Beförderung von vier Cadet Officers der Streitkräfte Bruneis auf Befehl des Sultans zelebriert. Der Beförderungzeremonie für Abdul Fattah und Abdul Mu’min wohnten auch die Eltern, Prinz Mohamed Bolkiah und Pengiran Anak Hajah Zariah bei. Ab dem 13. April dieses Jahres war er zum Lieutenant befördert worden. Der Prinz wurde Platoon Commander für das zweite Bataillon des Heeres Bruneis (RBLF). Davor hatten sich die beiden Brüder vom 8. Januar bis zum 13. April 2007 einem Cadet Officers’ Programme der Royal Military Academy Sandhurst unterzogen.

## Ehe
Prinz Sufri Bolkiah und andere Mitglieder der königlichen Familie wohnten am 6. September 2018 den Akad Nikah (Feierlichkeiten der Eheversprechen) von Abdul Fattah und Dayangku Elina Zuraidah binti Pengiran Kamaluddin in der Sultan-Omar-Ali-Saifuddin-Moschee in Bandar Seri Begawan bei. Die bersanding-Zeremonie wurde am 9. September in Balai Penghadapan Bukit Kayangan gefeiert mit dem Sultan und den Ehrengästen, Sultan Iskandar Mahmud Badaruddin und Permaisuri Ratu Anita Soviah.

## Politische Einstellung

### Wirtschaft

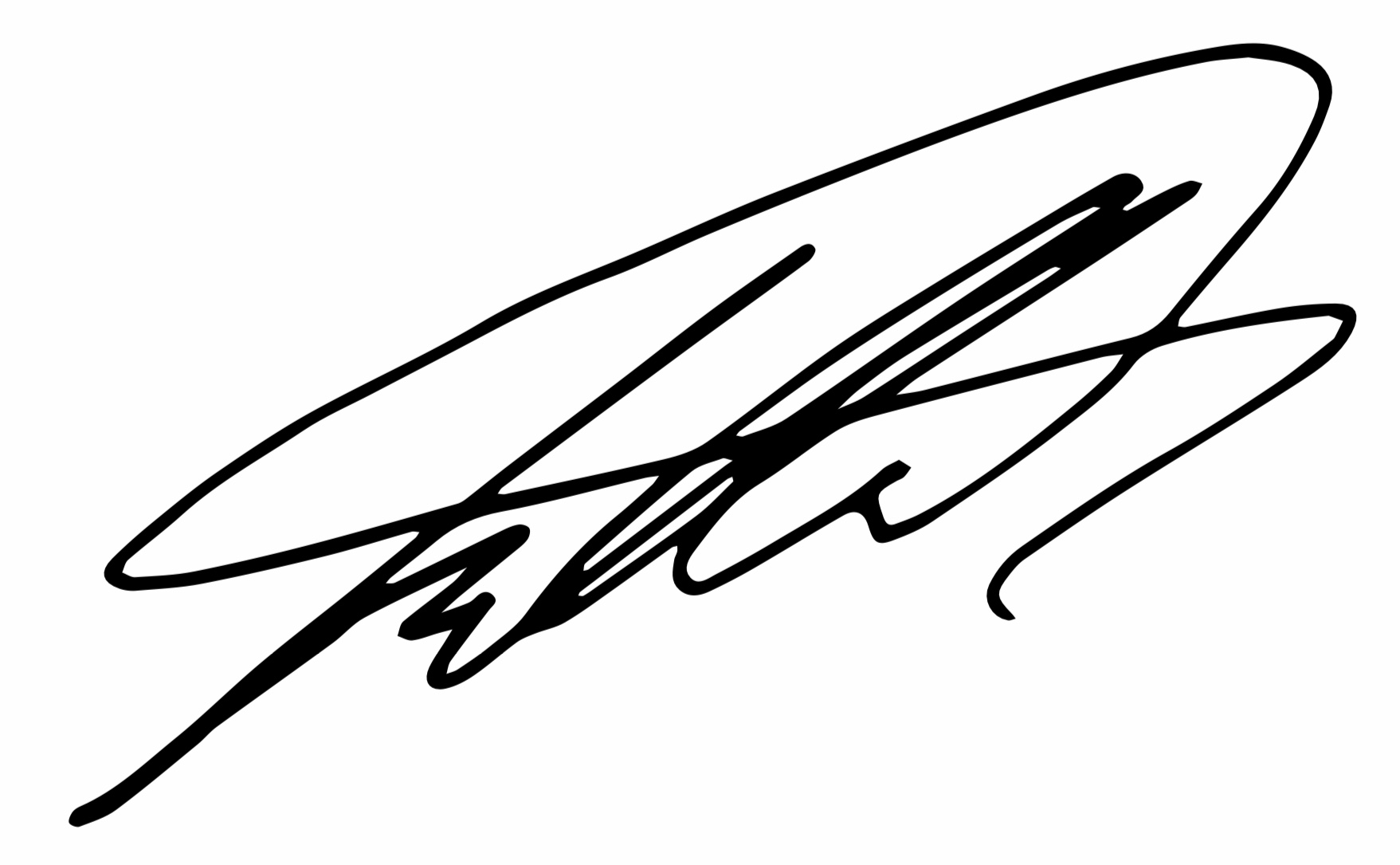
Unterschrift von Abdul Fattaah.

Abdul Fattaah erklärte am 22. September 2023, dass Brunei eine kleine, junge Bevölkerung habe, die den Vorteil habe, lebendig und voller interessanter Menschen zu sein. Eine kleine Verbraucherbasis (consumer base) und ein kleiner Talentpool seien jedoch Hindernisse. Das Sultanat ist, wie viele kleine Volkswirtschaften, hauptsächlich von Öl und Gas abhängig. Die Branche ist die am weitesten entwickelte des Landes und viele Arbeitnehmer betrachten die Regierung und Unternehmen für fossile Brennstoffe als wünschenswerte Arbeitgeber und wichtige Wirtschaftsmotoren.

### Digitalisierung
Am 22. November 2022 betonte Abdul Fattaah, dass das Agieren in der digitalen Welt vom Gesundheitswesen und im Bildungssektor umgesetzt werde und dass Fernunterricht und Telemedizin, wie z. B. Konsultationen über das Internet, die problemlos mit Medizinern in anderen Ländern geplant werden können, ein Wachstum erlebten. Er erklärte, dass es von entscheidender Bedeutung sei, sicherzustellen, dass alle Menschen diese Technologien nutzen können, und dass die weltweite Epidemie auch die Anpassungsfähigkeit von Unternehmern und Führungskräften deutlich gemacht habe.

## Ehrungen
Abdul Fattaah wurde mit verschiedenen Ehrungen ausgezeichnet:
- Sultan of Brunei Silver Jubilee Medal (5. Oktober 1992)
- Sultan of Brunei Golden Jubilee Medal (5. Oktober 2017)
- National Day Silver Jubilee Medal (23. Februar 2009)
- General Service Medal (Armed Forces)

## Veröffentlichungen
- Human resource management in an emerging South Asian economy. 2020.